# جماعة التوحيد والجهاد
جماعة التوحيد والجِهاد هو تنظيم سلفي جهادي -صغير الحجم-، تأسس في العراق عام 1999 بقيادة الأردني أبو مصعب الزرقاوي. أصبحت الجماعة شبكة لا مركزيّة خاصّة بعدما انضمّ لها عددٌ منَ المقاتلين الأجانب والمقاتلين العراقيين المحليين. في 17 أكتوبر 2004؛ تعهدَ الزرقاوي بالولاء لأسامة بن لادن زعيم تنظيم القاعدة ثم حوّل اسمَ جماعته إلى ما عُرف لاحقًا باسم قاعدة الجهاد في بلاد الرافدين (تنظيم القاعدة في العراق). بعد عدة عمليات؛ اندمجَ التنظيم مع مجموعات أخرى كما غيّر اسمهُ عدّة مرات إلى أن بات عام 2006 تحتَ اسم دولة العراق الإسلامية.

## اختيار الاسم
قال الزرقاوي في رسالة بعنوان «بيان وتوضيح لما أثاره الشيخ المقدسي في لقائه مع قناة الجزيرة» نُشرت يوم 12 يوليو 2005 ما نصه: «إن كَلِمَتَي: (التوحيد) و(الجهاد) مصطلحان شرعيان، كنا نرددهما ونتغنى بهما دائمًا في سجننا.»
وجاء ذلك ردًّا على المقدسي الذي قال في لقاءه مع قناة الجزيرة أنه تمَّ اختيار الاسم تقليدًا للاسم المُعتمد في موقعه «منبر التوحيد والجهاد».
| جماعة التوحيد والجهاد | ثم أيضا من الدواعي أن الأخ أبو مصعب كان متخذ في ذلك الوقت اسم موقعي كما ذكرت أنت في مقدمة اللقاء، اتخذ اسم موقعي اسما لتنظيمه ولجماعته، فأظن والله أعلم أن كل من يعني يطلع على هذه يرى أن لي الحق ما دام الاسم اسم موقعي قد أُخذ اسما لهذا التنظيم يكون لي الحق أن أتحفظ أو أذكر تحفظات على بعض الاختيارات والاجتهادات التي كان يقوم فيها الأخ أبو مصعب والتي أنا لي اجتهادات مغايرة فيها، لي الحق أن أتحفظ عليها. | جماعة التوحيد والجهاد |

## الخلفية
سافر أبو مصعب الزرقاوي إلى أفغانستان للقتال في الحرب السوفياتية–الأفغانية حيث تدرب وأنشأ معسكر "هيرات" ثم سُرعان ما عاد لوطنهِ بعد رحيل القوات السوفياتية. عادَ في نهاية المطاف إلى أفغانستان وهناك انضم لمُعسكر إسلامي متشدد قُرب هراة. صدرَ تقرير عن معهد واشنطن لسياسة الشرق الأدنى في منتصف عام 2014 يصف الزرقاوي في الأردن وغيرهِ من الجهاديين السنيين بالمسلحين الذين تلقوا تدريبًا في إحدى المعسكرات بمدينة هراة غرب أفغانستان عام 1999.

## الفكر والدافع
لطالما كانت شخصية الزرقاوي شخصية مُثيرة للجدل كما لا يُعرف الكثير عن أفكاره ودوافعه بالضبط لكنّه يُحسب على الإسلاميين الأصوليين الذين يُكفرون من يُعارضهم وبالتالي يُبررون سبب القتل والهجمات الدامية وغير ذلك. كان مصعب يُعارض البِدع وهو ما مكّنه من الاحتكاك مع بن لادن والاتفاق معهُ في مجموعة منَ القضايا. في أول لقاء له معَ أسامة عام 1999؛ قالَ الزرقاوي: «يجبُ محاربة المد الشيعي.» لدى الزرقاوي كذلك مجموعة من الدوافع السياسية بمَا في ذلك قضيّة الانتداب البريطاني على فلسطين والتي يراها مصعب «هدية لليهود حتى يتمكنوا من اغتصاب الأرض وإذلال شعبنا» كما انتقدَ الزرقاوي منظمة الأمم المتحدة التي اتهمها بدعم الولايات المتحدة في حربها على المساكين في العراق وإذلال المُسلمين هناك.

## القادة
- أبو مصعب الزرقاوي: مؤسس وزعيم الجماعة، وهو أردني من مواليد مدينة الزرقاء عام 1966.[9]
- أبو أنس الشامي: نائب زعيم الجماعة، والمفتي الشرعي للجماعة، وهو فلسطيني من مدينة طولكرم الفلسطينية، ومن مواليد الكويت عام 1969.[10]

## التاريخ

### الأردن (1999-2001)
حاولَ الزرقاوي في مُختلف فترات حياته في الأردن محاربة المرتدين هناك كما حاربَ غير المسلمين هذا ناهيك عن عمله على الإطاحة بالنظام الملكي في الأردن ومن ثم في باقي بلاد الشام. لهذه الأغراض قام بتطوير العديد من الاتصالات والشركات التابعة له في العديد من البلدان. ازدهرت هذه الشبكة في أواخر عام 1999 حينَما بدأت في تنفيذ هجماتها المصغرة ضدّ الوجود الأمريكي في الأردن.

### الأردن والعراق (2001-2002)

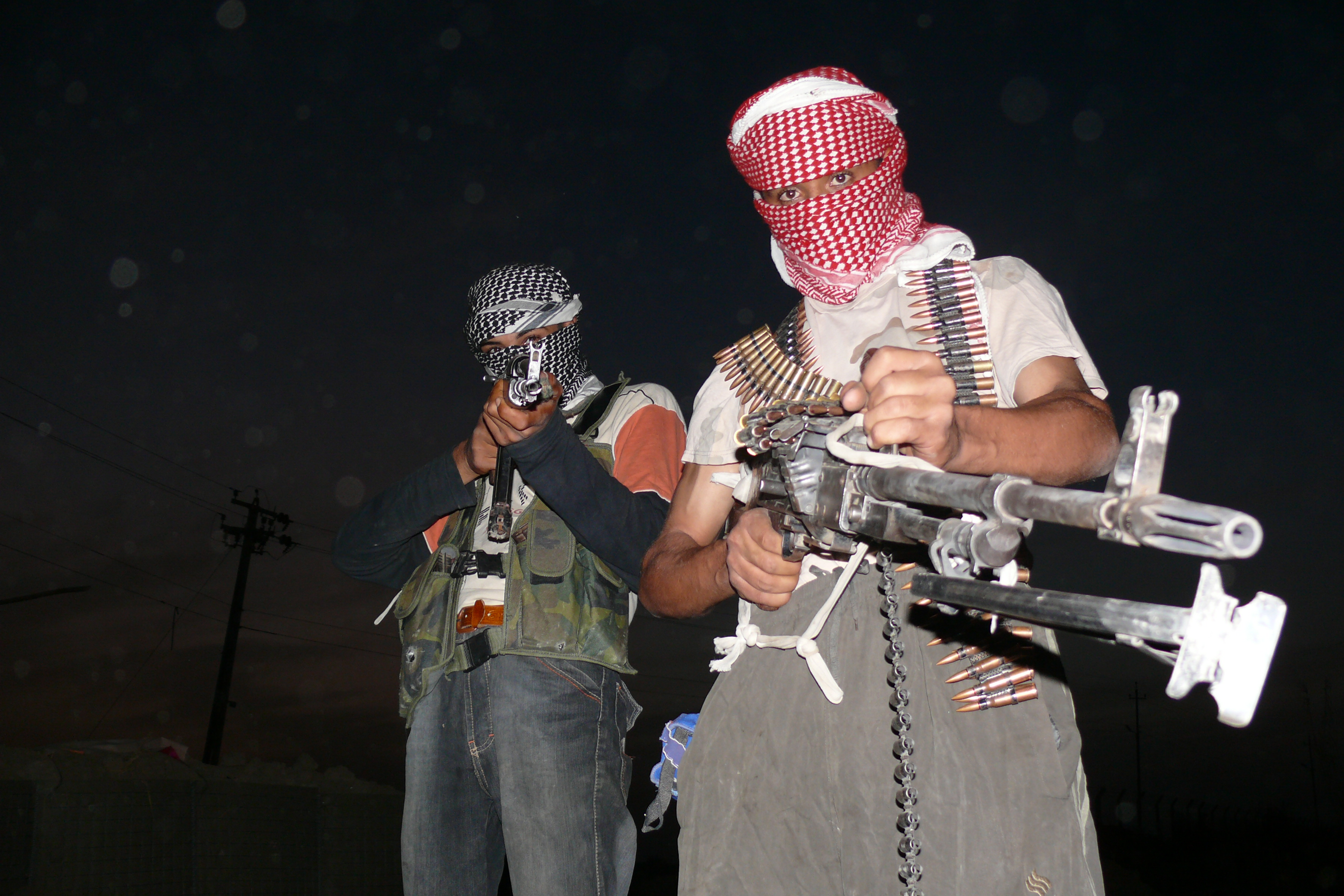
مُسلّحان عراقيان مناهضان في عام 2006

بعدَ غزو أفغانستان من قِبل الولايات المتحدة عام 2001؛ انتقلَ الزرقاوي إلى العراق ثم تلقى العلاج الطبي في العاصِمة بغداد بعدما تعرّض لإصابة بليغة نوعًا ما في ساقه. مكثَ الزرقاوي في بغداد في الفترة من مايو حتى أواخر تشرين الثاني/نوفمبر 2002 قبلَ أن يُسافرَ إلى إيران وشمال شرق العراق. في تقرير المخابرات الأمريكية لعام 2006 فيما يتعلقُ بالحرب على العراق؛ جاء التالي: «تُشير المعلومات التي حصلَت عليها أجهزة المخابرات في ما بعد الحرب إلى أن صدام حسين حاول دون جدوى تحديد مكان الزرقاوي ... لم يكن للنظام العِراقي علاقة مع مصعب كما لم يغض الطرف عنه.»
تتهمُ الولايات المتحدة الزرقاوي وزملائه باغتيال الدبلوماسي الأمريكي لورانس فولي في الأردن في تشرين الأول/أكتوبر 2002.

### المشاركة في حرب العراق (2003-2004)
في أعقاب غزو العراق وما أعقب ذلك من تمرد؛ أصبحت الجماعة لا مركزية كما طوّرت من أساليب قتالها ضد العدوان فيما عقدت علاقات شراكة معَ تنظيمات أخرى وضمّت لصفوفها عددًا منَ المقاتلين الأجانب والمُقاتِلين المحليين بما في ذلك أعضاء أنصار الإسلام.
اعتمدت الجماعة على تكتيكات عديدة وشملت التفجيرات الانتحارية باستخدام السيارات المفخخة والخطف وزرع العبوات الناسفة والهجمات باستخدام صواريخ الآر بي جي وكذا الأسلحة الصغيرة وقذائف الهاون هذا فضلا عن ذبح الرهائن العراقيين والأجانب وتوزيع تسجيلات الفيديو على شبكة الإنترنت. استهدفت المجموعة قوات الأمن العراقية التي ترى أنها ساعدت الولايات المتحدة في احتلال أرض المسلمين.

### الولاء لتنظيم القاعدة
بحلول 17 تشرين الأول/أكتوبر 2004؛ بايعَ الزرقاوي أسامة بن لادن زعيم تنظيم القاعدة وغيّر اسمَ الجماعة إلى القاعدة في العراق. قُتل الزرقاوي خلال غارة جويّة نفذتها الولايات المتحدة خلال أحد أيام حزيران/يونيو 2006.

## الأنشطة

### القِتال ضدّ الولايات المتحدة
في أيلول/سبتمبر 2004 شنّت الولايات المتحدة العديد من الغارات الجوية التي استهدفت الزرقاوي بوصفهِ أولوية قصوى لها.

## التأثير

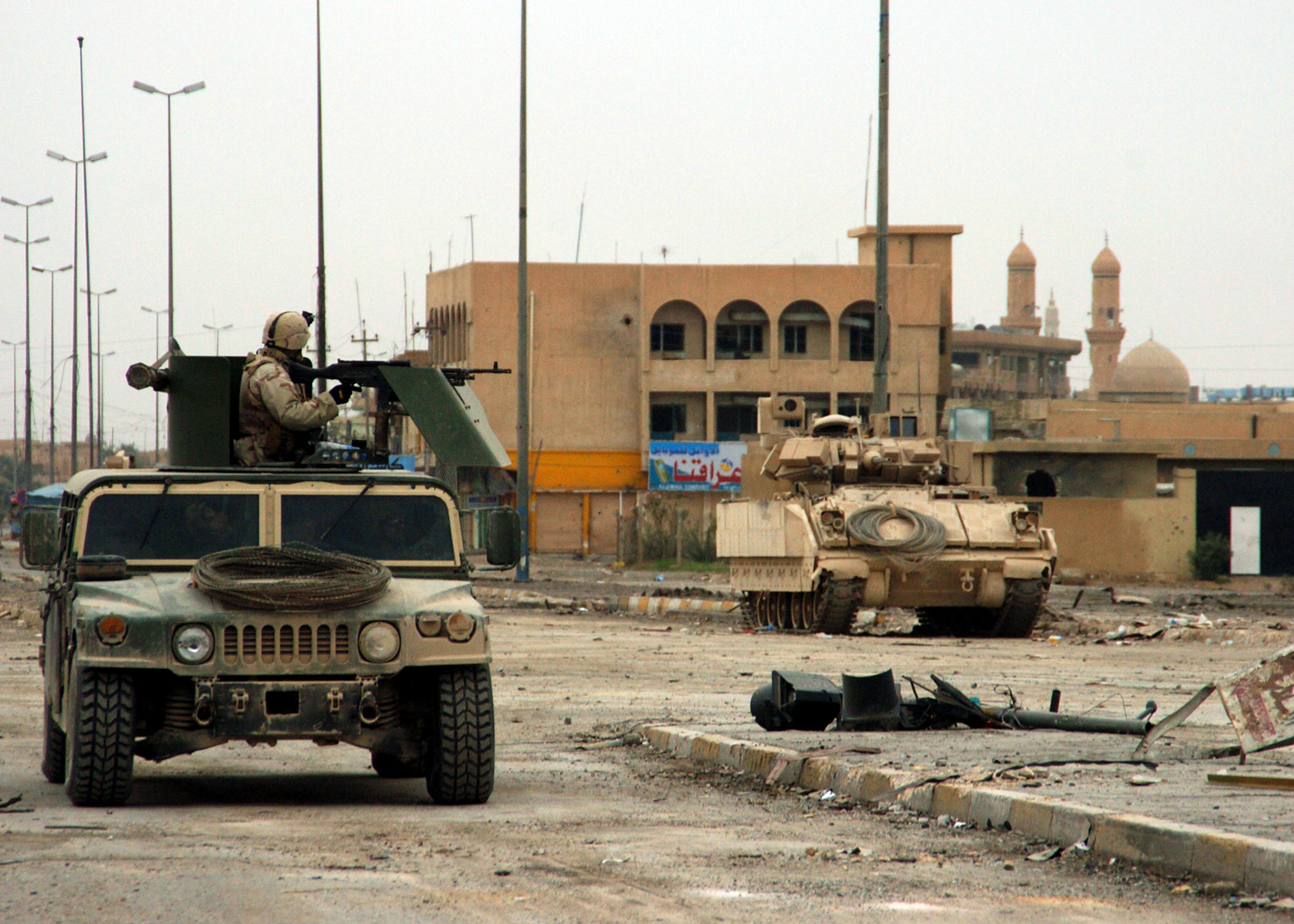
الدبابات الأمريكية في الفلوجة خلالَ تشرين الثاني/نوفمبر 2004 والتي قاتلتها جماعة التوحيد والجهاد.

بايعت الجماعة أسامة بن لادن زعيم تنظيم القاعدة من خلال رسالة في تشرين الأول/أكتوبر 2004 وغيرت اسمها إلى القاعدة في العراق. في نفس الشهر؛ اختطفَ التنظيم مواطنًا يابانيًا يُدعى شوسي كودا ثمّ قتلته. في تشرين الثاني/نوفمبر؛ كانت جماعة الزرقاوي هدفًا رئيسيًا لقوات التحالف بقيادة الولايات المتحدة خلال معركة الفلوجة الثانية التي دارت رحاها في مدينة الفلوجة العِراقية.
ارتبطت الجماعة اللبنانية-الفلسطينية مجموعة فتح الإسلام والتي هُزمت من قبل قوات الحكومة اللبنانية خلال الصراع في شمال لبنان بتنظيم القاعدة في العراق بقيادة الزرقاوي فقاتلَ الثنائي جنبًا إلى جنب في باقي المعارك في الدولة العراقية. شكلت الجماعة كذلك منظمة عُرفت باسمِ التوحيد والجهاد في سوريا، وقد أثرت على بعض جماعات المقاومة الفلسطينية في غزة مثلَ ألوية التوحيد والجهاد.